# Vampiri in salsa rossa
Vampiri in salsa rossa (in tedesco Jagd der Vampire, "Caccia al Vampiro") è un gioco da tavolo creato da Alex Randolph, Walter Obert e Dario De Toffoli, pubblicato da Ravensburger in Italia nel 1991. Le illustrazioni ufficiali del gioco sono di Karin Schliehe, Felix Seeberger e Gerhard Schmid.

## Storia
Nel 1985 Dario De Toffoli conosce Alex Randolph durante un convegno internazionale svoltosi nella facoltà di architettura a Venezia. Durante questo convegno veniva esplorato il significato di gioco in tutti gli ambiti. Al convegno era presente anche Antonio Tabucchi. A Dario rimase impressa una frase pronunciata da Alex Randolph: 
(Alex Randolph)
Dario De Toffoli divenne amico di Randolph e conobbe Leo Colovini che insieme a Randolph aveva già realizzato il gioco da tavolo Inkognito.
Nel 1987 Dario De Toffoli e Leo Colovini fondano una casa editrice chiamata "studiogiochi".

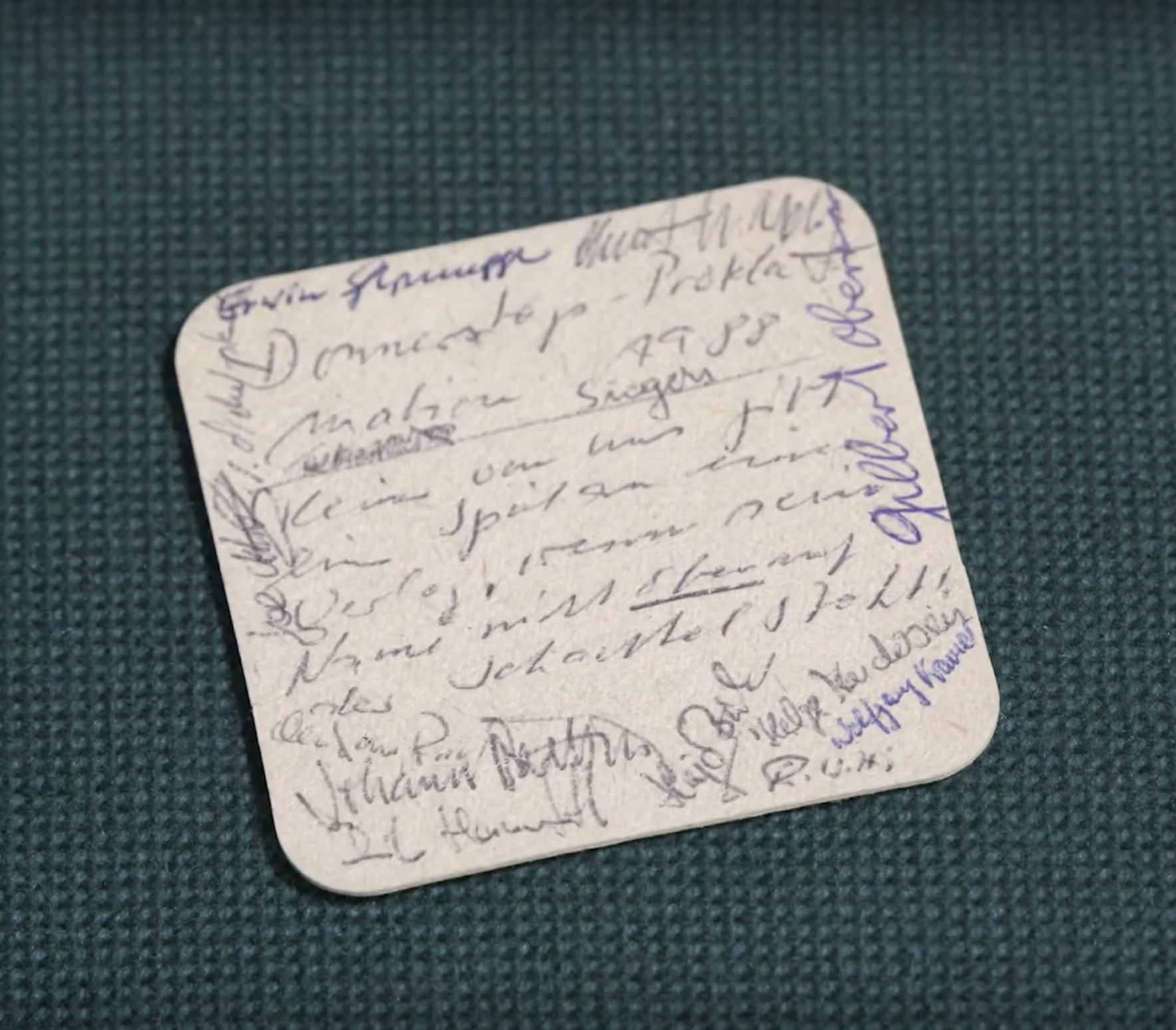
Dichiarazione del sottobicchiere

Il 4 Febbraio del 1988 durante il salone del giocattolo di Norimberga Reinhold Wittig insieme ad altri 13 autori di giochi, incluso lo stesso Randolph, firmano la "dichiarazione del sottobicchiere".
Nel Febbraio del 1988 Walter Obert realizzò un gioco-avventura che venne pubblicato sulla rivista Giochi Magazine. Il numero della rivista era il numero 2. Il gioco intitolato "Avventura a Venezia: Karn & Wal sul Canal Grande" era ambientato durante il Carnevale di Venezia. I due giocatori dovevano salvare il carnevale da un malvagio tiranno. Nel gioco erano presenti due mori dei campanili di nome "Karn" e "Wal" (un gioco di parole che ricorda la parola italiana "Carnevale") che invitavano i giocatori a salvare il carnevale dal tiranno che aveva occupato Piazza San Marco. 
All'editore della rivista piacque il gioco e propose a Walter di farne una versione "in scatola". Walter decise di coinvolgere nel progetto Dario De Toffoli, all'epoca collaboratore di Alex Randolph, nonché autore della rivista Giochi Magazine di diversi articoli e giochi. Alla fine il gioco non venne realizzato poiché troppo simile al gioco Inkognito, dello stesso Randolph. Quest'ultimo apprezzò l'onestà dei due e gli promise di lavorare assieme ad un altro progetto.
Alex Randolph decise di ambientare il gioco in un mondo a tema vampiri.

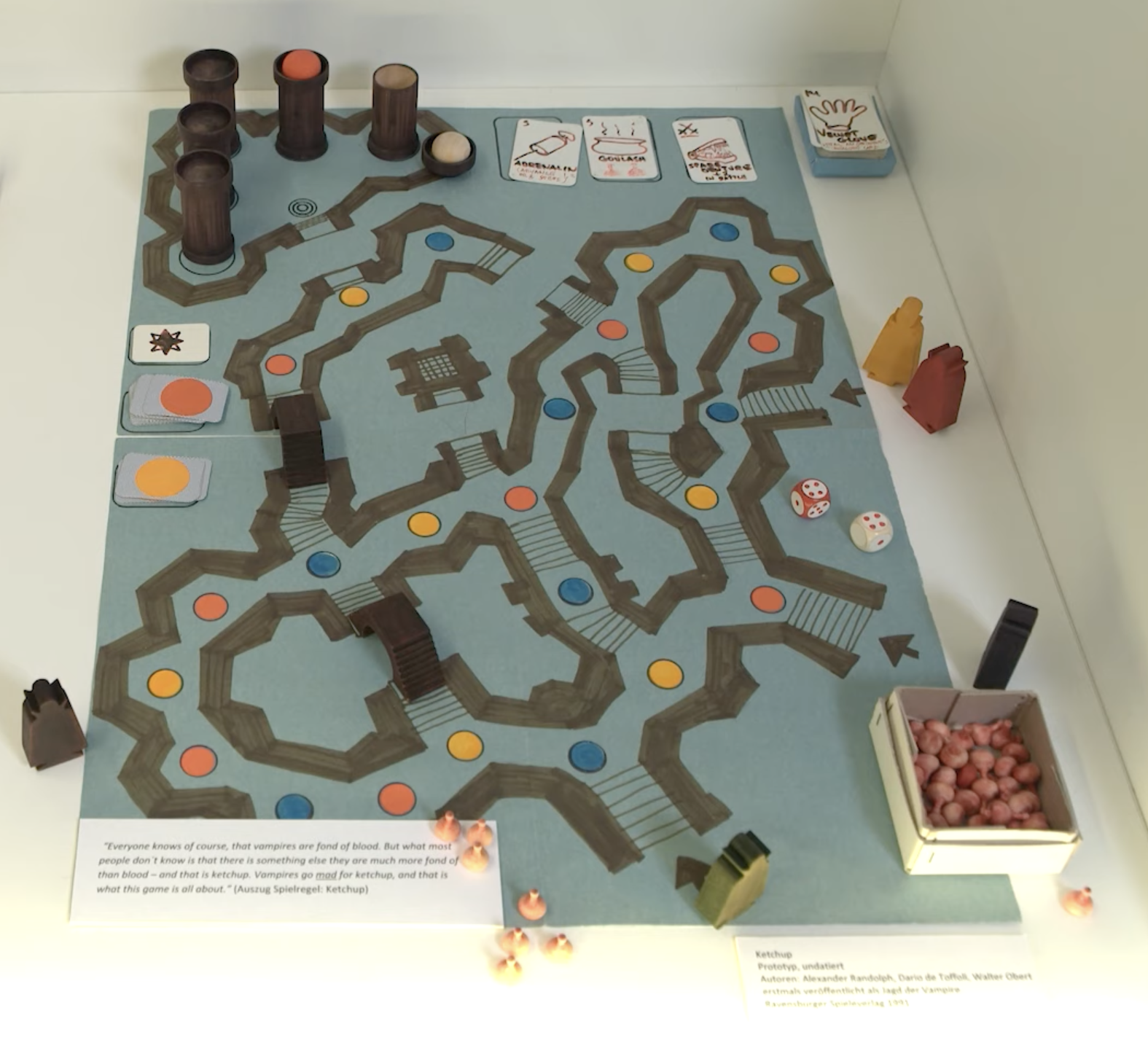
Un prototipo del gioco "Vampiri in salsa rossa". Qui viene riferito semplicemente col titolo "Ketchup"

Alex telefonava il tecnico che lavorava in Ravensburger e si confrontava direttamente sulla realizzazione dei componenti del gioco in modo che fossero esattamente come voleva lui. Una delle caratteristiche dei suoi giochi è quella della cura per il design delle pedine e componenti che diventano parte fondamentale per il funzionamento del gioco stesso.
Quando il redattore mostrò il prototipo ai creatori del gioco, loro avevano realizzato circa un centinaio di carte, alcune con più effetti. Ma alcune carte si assomigliavano troppo allora decisero di accorparle. Decisero di tenerne circa 40 carte in totale. Con questa riduzione di carte il gioco divenne più snello e Alex Randolph la considerò un'ottima idea. 
La realizzazione del gioco durò circa quattro mesi.

Nel 1991 il gioco venne commercializzato in Germania, Italia e Francia. In lingua tedesca col nome Jagd der Vampire: Das spiel mit Biß, in italiano come Vampiri in salsa rossa: A caccia del misterioso Cocktail vampiresco in francese come La nuit des vampires: Tactique et déduction vous feront découvrir la four hantée.
Venne presentato come novità nel salone Internazionale del Giocattolo alla Fiera di Milano nel 1991.
Vampiri in salsa rossa ebbe un notevole successo di vendite in tutta Europa. Nel 1991 venne realizzato uno spot televisivo per pubblicizzare il gioco nei mercati principali ovvero Germania, Italia e Francia. In Francia lo spot venne trasmesso per la prima volta il 9 Novembre 1991 in televisione. In Italia lo spot veniva trasmesso anche in prima serata durante gli spot natalizi.
Nel 1992 venne pubblicato anche in Finlandia e in Svezia. In lingua finlandese come Vampyyrien yö: Peli, joka puree! e in lingua svedese come Vampyrnatten: Ett spel som biter. Lo stesso anno Alex Randolph crea la fondazione J. P. Halvah per promuovere autori di giochi emergenti.
Nel 1993, grazie al sostegno economico della fondazione J. P. Halvah si svolge la prima edizione del Premio Archimede. Raffaele Cadamuro ne Il Piccolo cita Vampiri in salsa rossa fra i giochi consigliati in luce del rinnovato interesse del pubblico per il genere dell'orrore.
Nel 1995 Gianfranco Fioretta chiese a Dario De Toffoli di fondare una casa editrice che, oltre a pubblicare i giochi di Alex Randolph, pubblicasse anche giochi di altri autori europei tra cui quelli di Leo Colovini. Così Alex Randolph, Dario De Toffoli, Leo Colovini e Gianfranco Fioretta fondano la casa editrice Venice Connection.
Alex Randolph muore a Venezia il 27 Aprile 2004.
Il 4 Maggio 2012 in commemorazione del 90° anno della nascita di Alex Randolph si è tenuta a Norimberga nella Pellerhaus una commemorazione in suo onore.
Nel 2022 al Lucca Comics & Games, in occasione del centenario della nascita di Alex Randolph, venne realizzata una mostra in Palazzo Ducale incentrata sul suo lavoro. La mostra venne curata da Andrea Angiolino (realizzatore del documentario Alex Randolph - Regista di giochi) e Tiziano Antognozzi. Nella mostra erano presenti dei bozzetti originali del tavoliere e della scatola di Vampiri in salsa rossa.

## Dinamica di gioco
Il gioco base si svolge in un'ambientazione fantasy con elementi horror. Il re dei vampiri ha deciso di andare in pensione e di eleggere il nuovo signore dei vampiri. Ciascun giocatore è un giovane vampiro, che ha lo scopo di appropriarsi del "Grande Pomodoro" nascosto in una delle cinque torri del castello.

### Componenti
Versione di base:

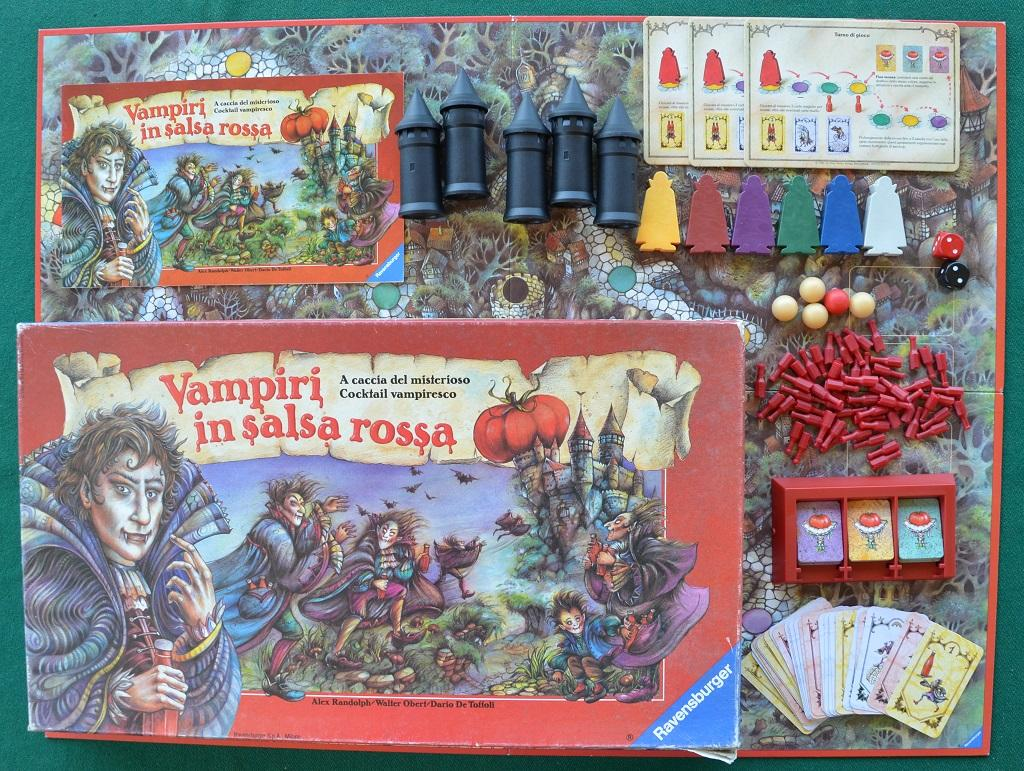
Componenti di base di Vampiri in salsa rossa

- 1 Libretto delle regole in italiano di 20 pagine (140x240 mm).
- 1 Grande tavoliere (500x665 mm) montato su cartone robusto.
- 3 Cartoncini con le regole abbreviate (100x144 mm) stampate su cartone.
- 6 Segnalini "Vampiro" (H= 51 mm) di legno colorato: 1 x giallo, verde, rosso, blu, bianco e viola.
- 2 Segnalini "Ponte" (L= 60 mm) di plastica grigia.
- 5 Segnalini "Torre del castello" (H= 85 mm) di plastica nera.
- 1 Segnalino "Pomodoro" (15 mm) di plastica rossa.
- 4 Segnalini "Cipolla" (15 mm) di plastica gialla.
- 60 Segnalini "Bottiglietta di ketchup" (H=25 mm) di plastica rossa.
- 2 Dadi da duello "D6" (15 mm) di legno colorato: uno rosso e uno nero.
- 15 Carte del Destino (30x40 mm): 5 x giallo, verde e viola.
- 1 Distributore di carte del Destino (72x123 mm) di palstica rossa.
- 30 Carte Magiche (45x70 mm).

### Preparazione
Secondo le regole ufficiali, prima di iniziare la partita bisogna staccare tutte le carte e le bottigliette di ketchup dai loro supporti. Ciascun giocatore sceglie un segnalino-vampiro e lo pone su una delle caselle rosse di partenza. Le 2 caselle esterne vengono usate solo se i giocatori sono più di 4.
Un giocatore a scelta nasconde in una delle torri del castello il "Grande Pomodoro", e inserisce nelle altre 4 le cipolle. Dopo aver mescolato le torri (senza vederle) le pone casualmente nelle 5 posizioni assegnate. Nessun giocatore deve essere a conoscenza della posizione del "Grande Pomodoro".
I 2 ponti e i 2 dadi vengono posizionati sui bordi del tavoliere.
Le "carte del destino" vengono divise a seconda del colore. Vengono mischiati separatamente i 3 mazzetti di 5 carte e posizionati negli appositi alloggiamenti del distributore. I mazzetti non verranno più mischiati fino alla fine della partita.
Si mescola il mazzo delle "carte magiche" e se ne distribuiscono 3 a ciascun giocatore, che le dovrà tenere scoperte davanti a sé, sempre ben visibili a tutti; poi, si scoprono altre 3 "carte magiche" e si pongono nelle posizioni indicate sul tavoliere. Il mazzetto, coperto, va mantenuto a fianco del piano di gioco.
Successivamente vanno distribuite 4 bottigliette di ketchup a ciascun giocatore. Le bottigliette non distribuite rimangono nella scatola. Distribuire intorno al tavolo i 3 cartoncini con le regole abbreviate, in modo che siano sempre a disposizione. Il gioco può iniziare. Si gioca in senso orario, chi ottiene il punteggio più alto gettando i due dadi, inizia la partita.

### Svolgimento del gioco
Il gioco si svolge tramite turni nei quali ciascun giocatore può fare una "mossa".

#### La mossa
Al proprio turno ogni giocatore può, a scelta, effettuare una mossa con i relativi movimenti e azioni, o fare "rifornimento".
La mossa-base consiste semplicemente nello spostamento (obbligatorio) del proprio segnalino-vampiro dalla casella in cui si trova ad un'altra contigua. È anche possibile fare 1 o 2 altri spostamenti supplementari di una casella, pagando però per ognuno una bottiglietta di ketchup (che va rimessa nella scatola). Per transitare dove la strada è interrotta sono necessari i ponti.
Inoltre, in qualunque momento del proprio turno è possibile giocare fino ad un massimo di 3 "carte magiche"; se una di queste è una "carta-movimento" si può effettuare un ulteriore spostamento di ulteriori 3 caselle al massimo. Alla fine del proprio turno di gioco si arriva su una casella colorata e, come ultima cosa, bisogna prendere dal distributore la prima carta del destino di quel colore, mostrarla agli altri giocatori, eseguirne le istruzioni e riporla sotto il relativo mazzetto, in modo che rientri ciclicamente in gioco.

#### Carte del destino
In ogni mazzetto 2 carte del destino portano cattive notizie e 3 buone notizie.
Le carte negative indicano la perdita di 1, 2 o 3 "carte magiche" (che vengono poste sotto il mazzo) o di 1, 2 o 3 bottigliette di ketchup (che vengono rimesse nella scatola). Se un giocatore non ha abbastanza bottigliette oppure "carte magiche", perde quelle che ha; se non ha niente non perde niente.
Fra le carte positive 2 consistono nel guadagno di 1, 2 o 3 "carte magiche" (scelte fra le 3 esposte sul tavolo e subito rimpiazzate) o di 1, 2 o 3 bottigliette di ketchup (prelevate dalla scatola). La 3ª carta positiva, nonché la più importante, è il "Vampiro Volante". Chi pesca il "Vampiro Volante" può spostarsi in una qualsiasi casella libera dello stesso colore oppure guardare segretamente il contenuto di una delle torri. Il contenuto deve essere solo guardato e non preso: solo chi arriva nel castello può prenderlo.
Dopo l'inizio della partita le "carte del destino" non vengono più mescolate, perciò mano a mano che vengono girate, si può memorizzarne la sequenza, traendone un grande vantaggio tattico.
Importante: Nessun giocatore può mai possedere più di 8 bottigliette di ketchup né più di 5 carte magiche: eventuali eccedenze devono subito essere restituite (se si tratta di "carte magiche" la scelta spetta al giocatore).

#### Carte magiche
Con le carte magiche i giocatori possono influire notevolmente sullo sviluppo della partita.
- Le carte-ketchup (in totale 9; 4 da una bottiglietta, 3 da due bottigliette e 2 da tre bottigliette) possono essere convertite con il numero di bottiglie che rappresentano.
- Le carte-guanto di velluto (in totale 4) permettono di rubare a un avversario una qualsiasi carta magica ad esclusione di un altro guanto di velluto.
- Le carte-movimento (in totale 3) permettono di effettuare uno spostamento supplementare di 1, 2 o 3 caselle, senza il pagamento di bottigliette di ketchup. Esempio: un giocatore effettua la mossa-base spostandosi di una sola casella e ciò non gli costa nulla; usa poi una carta-movimento e procede di altre 3 caselle, così il suo spostamento non gli è costato alcuna bottiglietta di ketchup.
- Le carte-ponte (in totale 6) permettono l'introduzione o lo spostamento di un ponte. Un ponte non può però essere spostato finché entrambi non sono stati introdotti nel tavoliere.
- Le carte-duello (in totale 8; 4 da +1, 2 da +2 e 2 da +3) accrescono la forza dei vampiri e vengono usate solamente nei duelli.

Nel corso di una mossa si possono giocare fino a 3 carte magiche, ma queste limitazioni non valgono per le carte-duello. Subito dopo la mossa, le carte magiche giocate vanno poste sotto il mazzo. Tutti i giocatori devono controllare che vi siano sempre sul tavoliere le 3 carte magiche scoperte, rimpiazzandole mano a mano che vengono prelevate.
Nessun giocatore può possedere più di 5 carte-magiche. Un eccesso non può essere accumulato.
Dato che le carte magiche sono sempre scoperte e visibili a tutti, è possibile sviluppare interessanti tattiche. Per esempio, nel corso di un turno si potrebbero svolgere le seguenti azioni:
1. Giocare una carta-guanto di velluto per rubare una carta-ponte ad un avversario
2. Giocare la carta-ponte appena rubata e sistemare un ponte in una posizione vantaggiosa
3. Giocare una carta-movimento e spostare il proprio vampiro per un totale di 6 caselle (1 per mossa base, 2 pagate con bottigliette e 3 grazie alla carta-movimento).

#### Duelli
Durante gli spostamenti è sempre possibile transitare per caselle occupate da vampiri di altri giocatori, ma quando al termine della mossa ci si trova in una casella già occupata, ne segue immediatamente un duello. Eccezione: non si combattono duelli nelle caselle adiacenti a quelle di partenza. I duelli si eseguono con i dadi: l'attaccante, cioè il giocatore di turno, getta il dado rosso, il difensore il dado nero; l'attaccante è favorito perché il dado rosso è più vantaggioso di quello nero. Prima di tirare i dadi ogni giocatore può anche giocare una carta-duello (se ne possiede). Come detto, le carte-duello possono essere usate solo in questa occasione e non fanno parte delle 3 carte magiche che ognuno può giocare al suo turno.
Effettuato il lancio si sommano i punti del dado e quelli dell'eventuale carta-duello. Vince chi ottiene il punteggio complessivo più alto. In caso di parità si ricomincia, ma con i dadi invertiti e giocando, se si vuole e se la si possiede, una nuova carta-duello. Ad ogni ulteriore parità vengono scambiati i dadi, finché c'è un vincitore.
Il vincitore del duello:
1. Sceglie una carta magica fra le 3 esposte in quel momento
2. Riceve due bottigliette di ketchup dal perdente, se questi le possiede
3. Sposta il vampiro perdente fino ad una distanza massima di 4 caselle, purché non:
  - su caselle occupate.
  - su caselle d'inizio.
  - su caselle nere (castello, prigione).
  - attraverso abissi senza ponte.

Se lo sconfitto non ha abbastanza bottigliette per pagare il suo debito, paga quello che può; se non ha niente non paga niente. Per pagare un debito non si è obbligati a convertire carte-ketchup.
Terminato il duello, il giocatore di turno (l'attaccante) deve prendere una carta-destino del colore della casella in cui si trova (se ha perso, la carta sarà del colore della casella in cui è stato spostato).

#### Rifornimenti
Invece di effettuare una mossa, si può stare fermi e fare rifornimento. In questo caso si tirano ambedue i dadi e si ottiene una carta magica ogni 2 punti o una bottiglietta ogni punto, ripartendo a piacere il risultato.
Esempio: se la somma dei dadi è 5 si guadagnano 2 carte magiche e una bottiglietta, oppure 1 carta magica e 3 bottigliette, oppure ancora 5 bottigliette. Le bottigliette di ketchup vengono prelevate dalla scatola, mentre le carte-magiche vengono scelte fra le 3 esposte sul tavoliere. In ogni caso bisogna rispettare il limite di 8 bottigliette e 5 carte magiche. Il giocatore che ha effettuato il rifornimento può anche, se vuole, prendere la carta del destino del colore della casella in cui si trova.

#### Il castello
Per conquistare il "Grande Pomodoro" bisogna per forza avventurarsi nel castello.

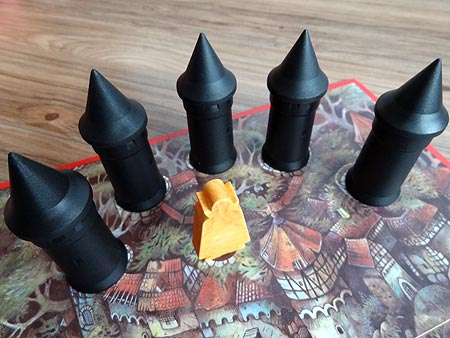
Un segnalino giallo nella casella finale. Il giocatore dovrà scegliere una delle cinque torri del castello per trovare il Grande Pomodoro

Oltrepassando l'ultimo ponte (con una mossa normale) si arriva nella casella nera all'interno del castello; qui bisogna tirare i 2 dadi e pagare un tributo pari a tante bottigliette quanti sono i punti ottenuti. Se non si può pagare (perché non si possiedono abbastanza bottigliette) si finisce subito nelle prigioni della fortezza.
Una volta pagato si acquisisce invece il diritto di aprire una delle 5 torri: se si trova il "Grande Pomodoro" si vince la partita, se invece si trova una cipolla si finisce subito nelle prigioni della fortezza, ma si potrà tenere con sé la cipolla che permetterà da quel momento in poi, prima di ogni turno, di ritirare una carta magica (sempre nel rispetto del limite massimo di 5 carte magiche).

#### La fortezza
Chi si trova nelle prigioni della fortezza può uscirne, con una mossa normale, se:
- È in grado di utilizzare un ponte.
- Oppure, corrompe il guardiano della prigione con 4 bottigliette di ketchup
- Oppure, tira i 2 dadi e paga una cauzione pari a tante bottigliette quanti sono i punti ottenuti.

Naturalmente quando si è in prigione al proprio turno si possono fare rifornimenti anziché effettuare la mossa. In prigione possono stare contemporaneamente più vampiri, ma senza duellare.

## Curiosità
All'epoca uscì un gioco gemello di Vampiri in salsa rossa chiamato Columbus. Dove usando lo stesso schema bisogna ricomporre la rotta che Cristoforo Colombo fece per arrivare in America riempiendo degli esagoni mancanti sul tabellone. La scelta di utilizzare la cipolla al posto dell'aglio è dovuta sia ad una scelta creativa che produttiva. La forma della cipolla è più simile a quella del pomodoro, utilizzando lo stesso stampo e cambiando semplicemente il colore della plastica è stato possibile risparmiare il costo di produzione. In questo modo si è evitato di realizzare un ulteriore stampo per la forma dell'aglio.

## Premi e riconoscimenti
Durante la fiera Internationale Spieltage del 1991 il gioco non riuscì ad aggiudicarsi il Deutscher Spiele Preis posizionandosi quarto nella classifica generale. Non vinse perché uno dei giurati analizzando il gioco scoprì che alla prima mossa era possibile vincere la partita. Esiste infatti una possibilità infinitesimale nella quale con una serie di carte, ponti e di passaggi è possibile arrivare al castello e riuscire a prendere il grande pomodoro terminando la partita in un singolo turno.
Vampiri in salsa rossa ricevette una nomination dal Games Magazine nel 2005 come miglior gioco per famiglie.

## Altri media

### Radiodramma
Venne realizzato un radiodramma in audiocassetta suddiviso in 5 capitoli.

### Documentario
Venne realizzata una puntata di MenschenMarkte sulla creazione del gioco da tavolo e sul lavoro di Alex Randolph a Venezia dove è possibile vederlo giocare un'edizione italiana. 